# 王南雄
王南雄（Wang, Lan-Hsiung 1943年－）, 台灣高雄人。水墨畫家，自號半農廬主。目前寄寓在關渡平原外的淡水河口。

## 早年經歷
王南雄教授於1943年生於台灣高雄內惟。師範大學美術系畢業，後於泰北中學教書。於1974年離開教育界，專注於水墨上的山水。
現為墨研畫會指導老師。

## 創作歷程
王南雄教授是黃君璧的門生之一。

## 參與團體
- 1998年至今，長河雅集
- 1960年～1969年，畫外畫會

## 歷年展出
- 1969年榮獲中山文化基金會贊助中美文經協會舉辦首次個人畫展。
- 1983年國立歷史博物館國家畫廊個展。
- 1984年應高雄文化中心邀於文藝季舉行個展。
- 1987年於台北市立美術館舉行個展。
- 1988年美國舊金山、法國巴黎三人展。
- 1990年應韓國檀國大學之邀，於韓國新聞中心畫廊舉行李奇茂、王南雄聯合畫展。
- 1992年應國立歷史博物館之邀赴南非參加金柏利美術館舉行之中華民國水墨畫展，同行有李奇茂、羅振賢教授。
- 1992年同年赴巴黎歐華年會邀請與行李奇茂、王南雄畫展。
- 1995年於南非約翰尼斯堡等五個城市舉行個展。
- 1996年省立美術館邀請展覽。
- 1997年台北市立美術館邀請個展。
- 1998年國父紀念館中山畫廊邀請個展。
- 1999年中南美洲哥斯大黎加、尼加拉瓜等四國畫展。
- 2000年馬其頓、捷克國家博物館畫展。
- 2002年波蘭烏茲人類雜誌考古博物館畫展。
- 2004年桃園文化局、台中文化局邀請個展。同年於國父紀念館國家畫廊邀請個展。
- 2008年新竹縣文化局、彰化縣文化局邀請展出「王南雄水墨個展─大地之頌」。
- 2009年應邀於國立中正紀念堂出展「從吶喊到細流－王南雄水墨大展」。

## 獎項紀錄
- 1987年榮獲中國文藝學會國畫文藝獎
- 1988年榮獲台灣省文藝學會中興文藝獎
- 1990年榮獲中山學術文化基金會第二十五屆中山文藝國畫創作獎
- 1994年榮獲第十九屆國家文藝創作獎，水墨，深村野走版

## 出版著作
- 《王南雄畫集─從吶喊到細流》，國立中正紀念堂管理處，ISBN 9789860177770
- 《王南雄畫集─大地之頌》，國立國父紀念館，ISBN 9570177713

## 外部連結
- 2004年國父紀念館個展[永久]
- 2009年國立中正紀念堂個展
- 國家文化資料庫[永久]